# Higher Wincham
Higher Wincham – osada w Anglii, w Cheshire. Leży 4,3 km od miasta Northwich, 29,9 km od miasta Chester i 254,8 km od Londynu. W 2001 miejscowość liczyła 1988 mieszkańców.